# Fay-le-Clos
 Fay-le-Clos  là một xã thuộc tỉnh Drôme trong vùng Auvergne-Rhône-Alpes đông nam nước Pháp. Xã Fay-le-Clos nằm ở khu vực có độ cao trung bình 224 mét trên mực nước biển.